# 卡保利
艾維拿度·達·耶和·彭利拿（Everaldo de Jesus Pereira，1980年2月19日—）一般称作卡保利(Capore)，生于薩爾瓦多，巴西职业足球运动员，现效力于日本職業足球联赛球会FC東京队。
他效力慶南FC時曾以18球奪得K聯賽神射手。